# Pierre Agostini
Pierre Agostini (Tunisi, 23 luglio 1941) è un fisico francese naturalizzato statunitense.
Nel 2023 ha ricevuto il Premio Nobel per la fisica insieme a Ferenc Krausz e Anne L'Huillier «per i metodi sperimentali che generano impulsi di luce ad attosecondi per lo studio della dinamica degli elettroni nella materia».

## Biografia
Laureatosi nel 1968 all'Università di Aix-Marseille, dal 2005 insegna Fisica presso l'Università statale dell’Ohio. Nel 2007 ha ottenuto il William F. Meggers Award. Nel 2008 viene eletto Fellow Member di OSA.

## Premi e riconoscimenti
- William F. Meggers Award (2007)
- Premio Nobel per la Fisica (2023)